# Saint-Vivien (Charente-Maritime)
Saint-Vivien település Franciaországban, Charente-Maritime megyében. Lakosainak száma 1411 fő (2022. január 1.). Saint-Vivien Châtelaillon-Plage, Salles-sur-Mer, Thairé és Yves községekkel határos.

## Népesség
A település népessége az elmúlt években az alábbi módon változott:
| Lakosok száma | 356  | 625  | 702  | 873  | 1173 | 1226 | 1307 | 1359 | 1385 | 1411 |
|               | 1968 | 1982 | 1990 | 2006 | 2013 | 2015 | 2017 | 2019 | 2020 | 2022 |